# Nairo Quintana
Nairo Alexander Quintana Rojas (* 4. Februar 1990 in Cómbita, Boyacá) ist ein kolumbianischer Radrennfahrer, dessen bisher größte Erfolge die Gewinne des Giro d’Italia 2014 und der Vuelta a España 2016 sind.

## Kindheit und Jugend
Nairo Quintana entstammt einer Bauernfamilie aus Cómbita in Kolumbien, 2800 Meter hoch in den Anden, die von dem Verkauf von Obst und Gemüse lebte. Als er sieben Jahre alt war, hatte sein Vater einen schweren Unfall mit einem Lastwagen, musste insgesamt 14-mal operiert werden und war seitdem körperlich behindert. Die fünf Kinder mussten täglich auf dem Hof mithelfen. Aus Geldnot waren die Eltern nicht in der Lage, für Nairo den Schulbus zu bezahlen, und er musste täglich mit einem 20 Kilogramm schweren Fahrrad in die Schule nach Arcabuco fahren. Eine Strecke betrug 25 Kilometer und führte zurück über eine achtprozentige Steigung bergan.
Sein jüngerer Bruder Dayer Quintana (* 1992) ist ebenfalls Berufsradfahrer.

## Sportliche Laufbahn
Nairo Quintana begann seine Karriere beim kolumbianischen Boyaca Es Para Vivirla-Lecheboy Team, für das er im Jahr 2009 seine ersten Rennen in Europa bestritt. Er gewann die Nachwuchswertung der Vuelta a la Comunidad de Madrid und wurde kolumbianischer Meister im Einzelzeitfahren der Klasse U23. Zudem startete er bei den Straßenradsport-Weltmeisterschaften des Jahres 2009 bei den Junioren. Im Jahr 2010 wechselte er zum Cafe de Colombia-Colombia Es Pasion Team, das ein Jahr später eine UCI ProContinental Lizenz löste und somit bei größeren Rennen starten konnte. Im Jahr 2010 gewann Nairo Quintana für die kolumbianische Nationalmannschaft die Tour de l’Avenir, nachdem er sich die letzten beiden Bergetappen sicherte. Im Jahr 2011 gewann er die Bergwertung der Katalonien-Rundfahrt, die als Rennen der UCI WorldTour ein Teil der höchsten Rennserie im Radsport war.

### Wechsel zum Movistar Team
Im Jahr 2012 wechselte Nairo Quintana zum spanischen Movistar Team, das als UCI WorldTeam an den größten Radrennen der Welt teilnahm. Bereits in seiner ersten Saison gewann er eine Etappe und die Gesamtwertung der Murcia-Rundfahrt, ehe er bei dem Critérium du Dauphiné eine Alpen-Etappe vor dem damaligen Tour-de-France-Sieger Cadel Evans gewann. Wenige Tage später nahm er die Route du Sud in Angriff und holte neben einer Etappe seinen zweiten Sieg im Gesamtklassement. Nach der Clásica San Sebastián wurde er mit der Vuelta a España 2012 zu seiner ersten Grand Tour nominiert, die er auf dem 36. Gesamtrang beendete. Zudem gewann er mit seinen Teamkollegen das Mannschaftszeitfahren der 1. Etappe. Nach der Spanien-Rundfahrt bestritt Nairo Quintana die italienischen Herbstklassiker und gewann nach Platz elf bei der Lombardei-Rundfahrt den Giro dell’Emilia.

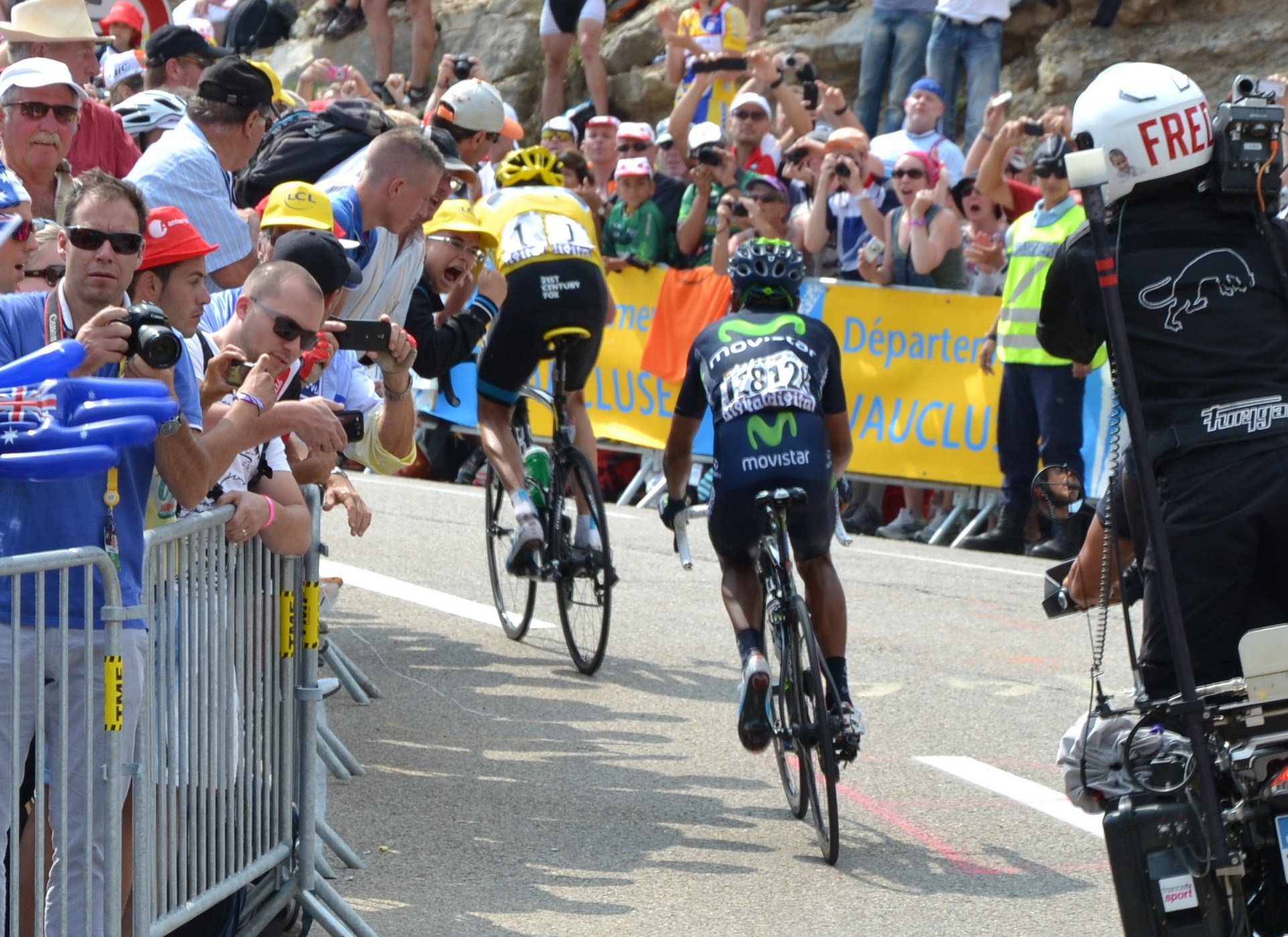
Nairo Quintana bei der Tour de France 2013

Im Jahr 2013 zeigte Nairo Quintana bereits im Frühjahr mit seinen Rundfahrt-Qualitäten auf. Nachdem er eine Bergankunft bei der Katalonien-Rundfahrt für sich entschied, gewann er eine Etappe bei der Baskenland-Rundfahrt und sicherte sich zudem die Gesamtwertung und die Punktewertung. Im Anschluss startete er bei den Ardennen-Klassikern, ehe er an der Seite von Alejandro Valverde bei seiner ersten Tour de France an den Start ging, bei der er seinen internationalen Durchbruch schaffte. Nach einem Defekt und einem großen Zeitrückstand seines Team-Captains Alejandro Valverde konzentrierte sich sein Movistar-Team fortan auf ihn. Quintana griff auf mehreren Etappen an und stellte sich bald als bester Jungprofi heraus, was ihm den Gewinn des Weißen Trikots einbrachte. Nachdem er auf der 15. Etappe, die auf den Mont Ventoux führte, hinter dem späteren Gesamtsieger Chris Froome den zweiten Etappenrang belegt hatte, gewann er die Bergankunft der 20. Etappe und belegte schließlich in der Gesamtwertung den zweiten Platz. Zudem entschied er die Bergwertung für sich und gewann die Sonderwertung Souvenir Henri Desgrange (später auch 2018 und 2021). Nach der Tour de France gewann er die Gesamtwertung der Burgos-Rundfahrt, bei der er die letzte Etappe für sich entschied. Am Ende der Saison startete Nairo Quintana erstmals in der Elite-Klasse der Straßenradsport-Weltmeisterschaften und belegte Rang 16 bei der Lombardei-Rundfahrt.

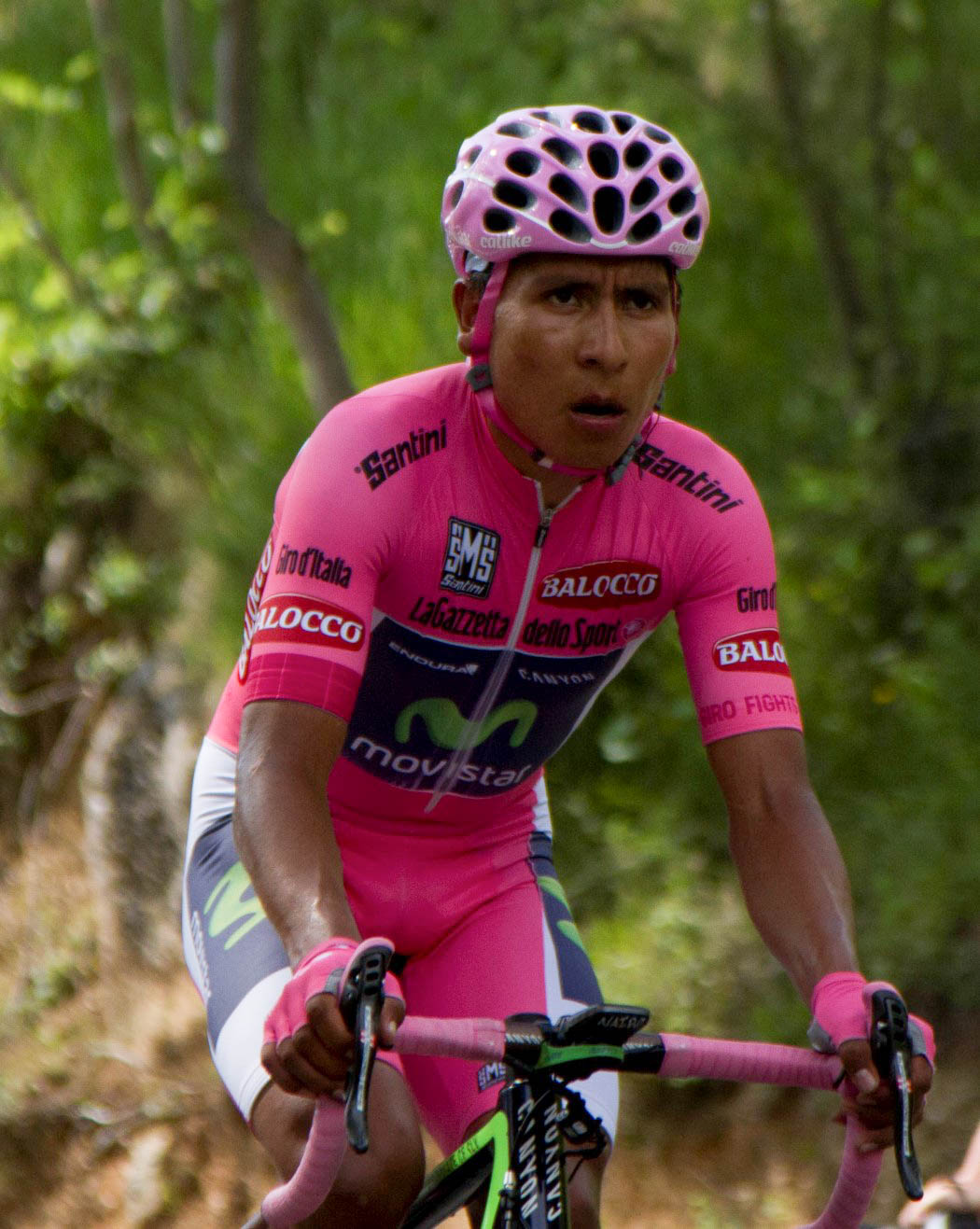
Nairo Quintana (Giro d’Italia 2014)

Im Jahr 2014 fokussierte sich Nairo Quintana auf den Giro d’Italia und ging bei der Tour de France nicht an den Start. Bei seinem ersten Rennen der Saison, der Tour de San Luis, gewann er eine Etappe und sicherte sich so die Gesamtwertung und die Bergwertung. Bei Tirreno–Adriatico wurde er Gesamtzweiter, siegte jedoch in der Nachwuchswertung, ehe er die Katalonien-Rundfahrt in Vorbereitung auf den Giro d’Italia 2014 bestritt. Bei der Italien-Rundfahrt fuhr er eine solide erste Woche, ehe er im Einzelzeitfahren der 12. Etappe viel Zeit einbüßte und als Gesamtsechster bereits dreieinhalb Minuten hinter dem Führenden Rigoberto Urán zurücklag. Auf den ersten Alpen-Etappen verkleinerte er seinen Rückstand, ehe er die nicht ganz unumstrittene 16. Etappe gewann. Wegen extremer Witterungsbedingungen bei der Überfahrt des Stilfser Jochs, war von der Rennleitung für die Abfahrt „langsame Fahrweise“ angekündigt worden, wenngleich das Rennen nicht neutralisiert wurde. Nairo Quintana attackierte dennoch, gewann die Etappe und übernahm als neuer Gesamtführender die Maglia Rosa. Anschließend gewann er das Bergzeitfahren der 19. Etappe auf den Monte Grappa und konnte seine Führung weiter ausbauen. Schlussendlich gewann er den Giro d’Italia als erster kolumbianischer Fahrer mit einem Vorsprung von fast drei Minuten vor seinem Landsmann Rigoberto Urán. Nach der Italien-Rundfahrt folgte eine längere Rennpause, ehe Nairo Quintana in Vorbereitung auf die Vuelta a España 2014 erneut bei der Burgos-Rundfahrt triumphierte. Bei der Vuelta a Espana ging er als Co-Leader gemeinsam mit Alejandro Valverde an den Start. Das Movistar Team gewann das Mannschaftszeitfahren der 1. Etappe und Nairo Quintana übernahm nach einer Bergankunft auf der 9. Etappe das Rote Trikot des Gesamtführenden. Nach dem ersten Ruhetag stürzte er im Einzelzeitfahren der 10. Etappe und verlor die Gesamtführung. Tags drauf kam er erneut zu Sturz und verließ die Spanien-Rundfahrt.
Im Frühjahr des Jahres 2015 gewann Nairo Quintana die Gesamtwertung von Tirreno-Adriatico, nachdem er die einzige Bergankunft des Rennens auf dem Monte Terminillo für sich entschieden hatte. In Vorbereitung auf die Tour de France bestritt er die Route du Sud, die er hinter Alberto Contador auf dem zweiten Rang beendete. Auf den ersten beiden Etappen der Tour de France 2015 verlor er wertvolle Zeit im Kampf um den Gesamtsieg und lag bereits vor den ersten Bergetappen zwei Minuten hinter dem späteren Sieger Chris Froome zurück. Bei der ersten Bergankunft nach La Pierre-Saint-Martin verlor er weitere Zeit auf den Briten, schob sich jedoch auf den dritten Gesamtrang. In den Alpen präsentierte sich Nairo Quintana erneut als größter Herausforderer von Chris Froome und brachte diesen auf der 20. Etappe bei der letzten Bergankunft nach Alpe d’Huez in Bedrängnis. Am Ende fehlten jedoch 1:12 Minuten zum Sieg, wobei er bereits auf der 2. Etappe aufgrund einer Windkante 1:28 Minuten auf Froome verloren hatte. Wie schon im Jahre 2013 gewann Quintana die Wertung des besten Nachwuchsfahrers und stand gemeinsam mit seinem Teamkollegen Alejandro Valverde auf dem Podium in Paris. Nach der Tour de France startete er bei der Vuelta a España 2015, die er auf dem vierten Gesamtrang beendete.

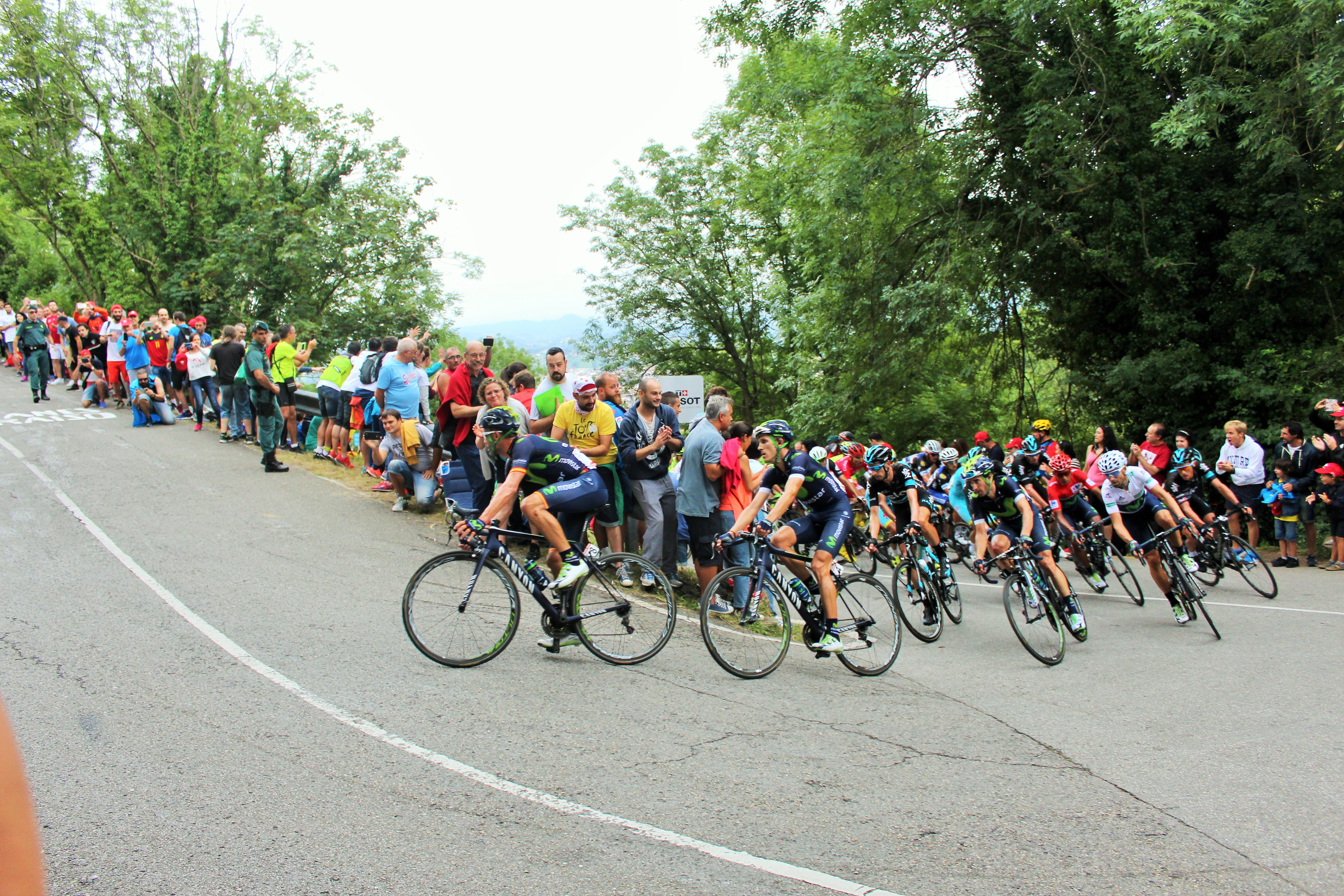
Nairo Quintana im Roten Trikot bei der Vuelta a España 2016

Im Jahr 2016 holte Nairo Quintana mit der Katalonien-Rundfahrt, Tour de Romandie und Route du Sud drei Gesamtsiege, ehe er die Tour de France 2016 erneut als Mitfavorit in Angriff nahm. Anders als im Vorjahr fuhr er ein konstantes Rennen ohne große Zeitverluste, konnte jedoch seine Stärke am Berg nicht ausspielen. Schlussendlich belegte er den dritten Gesamtrang und wies einen Rückstand von mehr als vier Minuten auf Chris Froome auf, der seine dritte Tour de France gewann. Die Revanche gelang ihm bei der darauffolgenden Vuelta a España. Er gewann die 10. Etappe die mit einer Bergankunft bei den Lagos de Covadonga zu Ende ging und übernahm zugleich die Gesamtführung, die er bis zum Ende der Rundfahrt nicht mehr abgab. Eine Schlüsselrolle nahm die 15. Etappe ein, auf der Nairo Quintana Teil einer starken Ausreißergruppe war und so genügend Vorsprung auf Chris Froome herausfahren konnte, der im Zeitfahren der 19. Etappe mehr als zwei Minuten aufholte. Schlussendlich betrug der Vorsprung von Nairo Quintana auf Chris Froome eine Minute und 23 Sekunden.

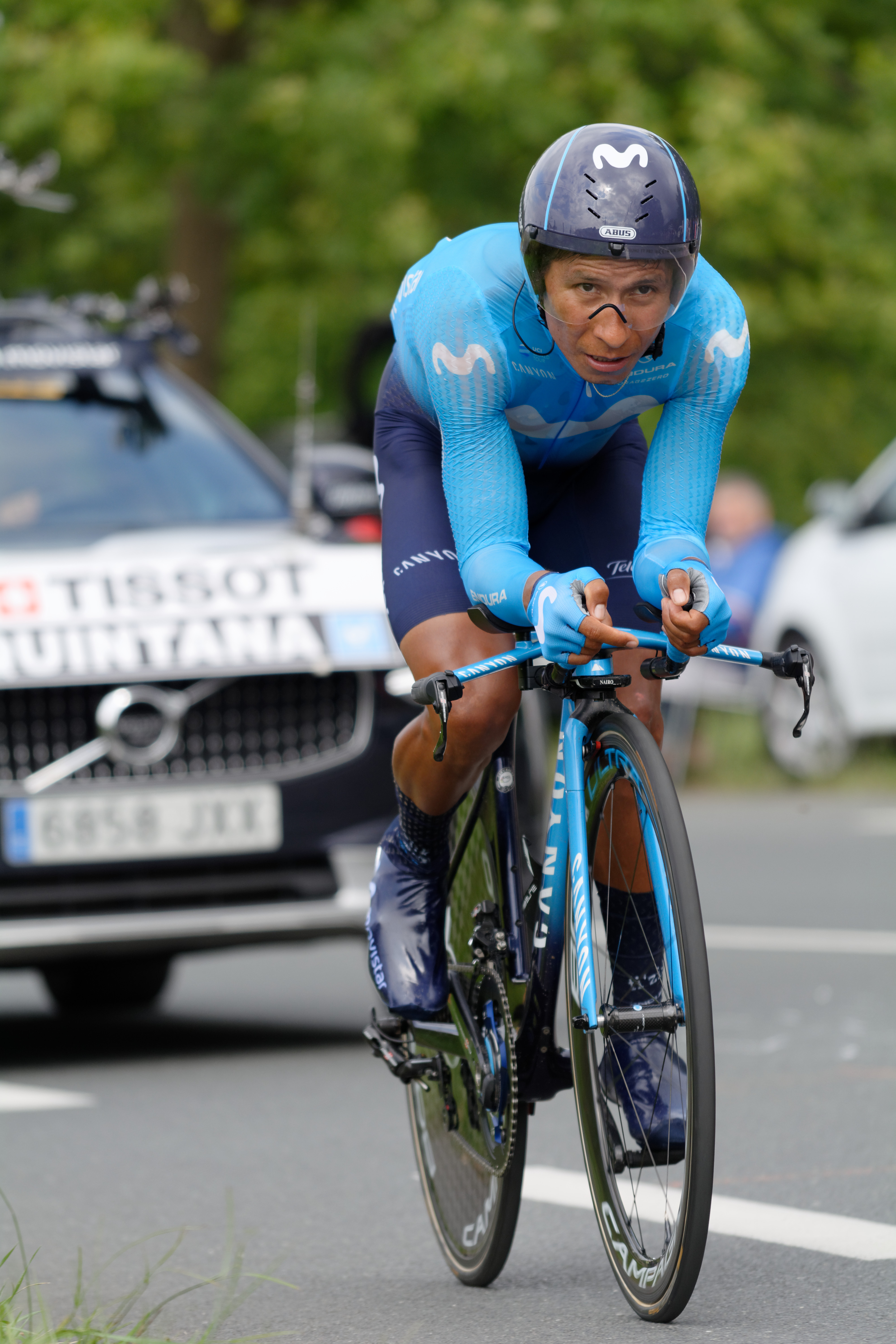
Quintana bei der Tour de France 2018

Die Saison 2017 ging Quintana mit dem erklärten Ziel an, sowohl den Giro d’Italia als auch die Tour de France zu gewinnen. In der Vorbereitung auf die Italien-Rundfahrt gewann er die Gesamtwertung Valencia-Rundfahrt, Tirreno–Adriatico und die Asturien-Rundfahrt, sowie je eine Etappe. Beim Giro d’Italia 2017 entwickelte sich dann ein Dreikampf zwischen Quintana, Vincenzo Nibali und Tom Dumoulin. Quintana konnte die Maglia Rosa zweimal erobern, verlor sie aber jeweils in den kurz danach ausgetragenen Zeitfahren an den in dieser Disziplin deutlich stärkeren Dumoulin. Im Abschlusszeitfahren der 21. Etappe musste er die Gesamtführung an Tom Dumoulin abgeben, der seinen Rückstand von 53 Sekunden aufholte und den Giro d’Italia schlussendlich mit 31 Sekunden Vorsprung vor Nairo Quintana gewann. Bei der Tour de France 2017 erwies er sich anschließend als nicht konkurrenzfähig im Kampf um den Gesamtsieg und verpasste eine Platzierung unter den besten zehn der Gesamtwertung. Quintana erklärte dazu, er fühle sich müde und sein Körper regeneriere nicht so, wie erhofft. Nach einer längeren Wettkampfpause erzielte er am Ende der Saison bei Mailand–Turin und der Lombardei-Rundfahrt mit den Plätzen vier und neun weitere Top-10-Resultate.
Im folgenden Jahr galt Quintanas Hauptinteresse wieder allein der Tour de France. Im Vorfeld bestritt er die Tour Colombia, Katalonien-Rundfahrt, Baskenland-Rundfahrt und Tour de Suisse, wobei er stets in die ersten fünf Plätze der Gesamtwertung fuhr. Bei der Tour de Suisse gewann er zudem die Bergankunft in Arosa. In der Vorbereitung wurden erste Unstimmigkeiten zwischen ihm und seiner Teamleitung bei Movistar, den Verlauf der Vorsaison betreffend, bekannt. Zudem befand sich mit Mikel Landa, im Vorjahr Vierter der Tour de France und zu Saisonbeginn durch Movistar verpflichtet, ein weiterer Aspirant auf vordere Platzierungen im Aufgebot, sodass sich Quintana gemeinsam mit Landa und Alejandro Valverde die Führungsrolle bei Movistar teilen musste. Nach einem Defekt auf der ersten Etappe konnte Quintana in den Alpen nicht an seine früheren Leistungen anknüpfen und verlor weiter Zeit. In den Pyrenäen gewann er die kurze 17. Etappe und machte in der Gesamtwertung kurzzeitig wieder Boden gut. Auf der letzten Bergetappe konnte Quintana dem Tempo der übrigen Favoriten, auch aufgrund eines Sturzes tags zuvor, nicht mehr folgen und fiel zum Rundfahrtende auf den zehnten Gesamtrang zurück. Im Anschluss nahm er an der Vuelta a España teil, bei der er nicht über Gesamtrang acht hinauskam. Quintana blieb damit erstmals seit 2013 ohne Podiums- oder Top-Fünf-Platzierung bei einer großen Landesrundfahrt. Als letztes Rennen der Saison startete er bei den Straßenradsport-Weltmeisterschaften in Innsbruck, wo er auf dem gebirgigen Rundkurs den 15. Rang belegte.
Im Jahr 2019 gewann Nairo Quintana bei der Tour Colombia die Bergankunft der letzten Etappe, ehe er hinter seinem jüngeren Landsmann Egan Bernal Platz zwei bei Paris–Nizza belegte. Bei der Tour de France war er neben Mikel Landa und Alejandro Valverde erneut ein Teil der Dreierspitze, konnte jedoch bereits in den ersten beiden Wochen dem Tempo der anderen Gesamtklassement-Fahrer nicht folgen. Nachdem er bereits neuneinhalb Minuten zurücklag, ging er auf der 18. Etappe in die Fluchtgruppe und gewann die Etappe über den Col du Galibier. Zugleich verbesserte er sich in der Gesamtwertung, in der er schlussendlich Platz acht belegte, während Egan Bernal als erster Kolumbianer die Tour de France gewann. Nach der Frankreich-Rundfahrt bestritt er die Vuelta a España 2019, bei der er die 2. Etappe gewann und auf der 9. Etappe die Gesamtführung übernahm. Nach dem Ruhetag musste er das Rote Trikot jedoch im Zeitfahren an Primož Roglič abgeben, der die Rundfahrt später für sich entschied. Nairo Quintana lag lange Zeit auf Podiumskurs, wurde jedoch am vorletzten Tag von Tadej Pogačar auf den vierten Gesamtrang verdrängt. Am 2. September wurde der Wechsel von Nairo Quintana zum Team Arkéa-Samsic während dem ersten Ruhetag der Spanien-Rundfahrt öffentlich.

### Wechsel zum Team Arkéa-Samsic
Mit dem Team Arkéa-Samsic fuhr der mittlerweile 30-jährige Nairo Quintana ab der Saison 2020 für ein UCI ProTeam. Die Mannschaft erhielt jedoch eine Wildcard für den Start bei der Tour de France 2020. Nach Platz zwei bei den kolumbianischen Zeitfahrmeisterschaften zeigte Nairo Quintana mit mehreren Erfolgen bei kleineren französischen Rundfahrten auf. Er gewann die Gesamtwertung der Tour de la Provence und Tour des Alpes-Maritimes et du Var und holte zudem je eine Etappe. Bei Paris–Nizza belegte er den sechsten Gesamtrang, dominierte jedoch die Bergankunft der siebten Etappe, die er mit mehr als 40 Sekunden Vorsprung gewann. Nach der COVID-19-Pandemie bedingten Rennpause, setzte er seine Saison bei der Tour de l’Ain fort, die er hinter Primož Roglič und Egan Bernal auf dem dritten Gesamtrang beendete. Bei der Tour de France 2020 konnte er seine Frühjahres-Form nicht bestätigen und wurde 17. der Gesamtwertung. Am 16. September wurde nach der Königsetappe eine Polizei-Razzia in Quintanas Unterkunft in Meribel durchgeführt, wobei berichten zufolge 100 Milliliter Kochsalzlösung und Infusionsmaterialien gefunden wurden. Die nachfolgenden Untersuchungen zogen keine Sperre mit sich.

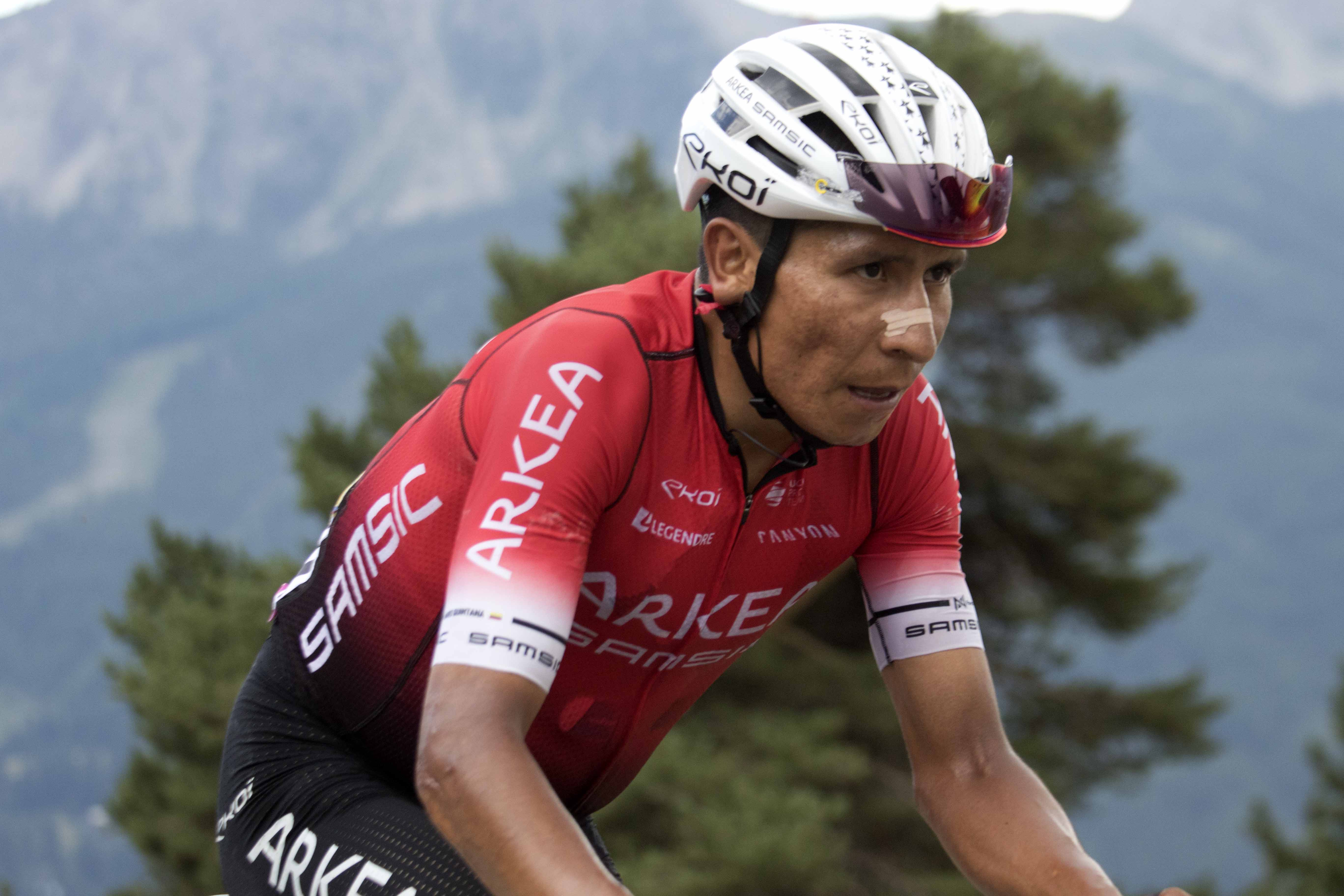
Nairo Quintana (Tour de France 2022)

Im Jahr 2021 gewann Nairo Quintana die Gesamtwertung der Asturien-Rundfahrt und sicherte sich zudem einen Etappensieg und die Punktewertung. Es blieb jedoch sein einziger Erfolg in der Saison. Bei der Tour de France 2021 konnte er erneut nicht an frühere Topresultate anschließen und belegte den 28. Gesamtrang, ehe er Kolumbien bei den Olympischen Spielen in Tokyo vertrat. Zum Abschluss seiner Saison bestritt er die italienischen Herbstklassiker und belegte bei Mailand–Turin und der Lombardei-Rundfahrt die Plätze neun und elf.
2022 sicherte er sich erneut die Gesamtwertungen der Tour de la Provence und Tour des Alpes-Maritimes et du Var und gewann bei beiden Rennen sowohl eine Etappe als auch die Bergwertung. Nach Top-10-Platzierungen bei Paris–Nizza, der Katalonien-Rundfahrt und der Route d’Occitanie nahm er seine neunte Tour de France in Angriff. Nach der ersten Woche lag er mit rund zwei Minuten Rückstand in den Top 10 der Gesamtwertung, ehe er auf der 11. Etappe, die mit einer Bergankunft auf dem Col de Granon zu Ende ging, hinter dem späteren Tour-Sieger Jonas Vingegaard den zweiten Platz belegte. Am Ende der Tour de France 2022 markierte er als Gesamtsechster sein bestes Ergebnis seit dem Jahr 2016, als er zuletzt auf dem Podium gestanden hat.
Nach seinem Erfolg plante er bei der Vuelta a España 2022 zu starten und verlängerte seinen Vertrag beim Team Arkéa-Samsic. Nur einen Tag später wurde Nairo Quintana am 17. September, zwei Tage vor dem Start der Spanien-Rundfahrt, nachträglich aus den Ergebnislisten der Tour de France 2022 gestrichen, da er positiv auf das Opioid Tramadol getestet worden war. Die Substanz stand zwar nicht auf den Anti-Doping-Listen der WADA, war jedoch seit dem 1. März 2022 aufgrund ihrer Nebenwirkungen von der UCI verboten worden. Obwohl der positive Dopingtest keine Rennsperre zur Folge hatte, ging Nairo Quintana nicht an den Start der Vuelta a España und bestritt auch kein weiteres Rennen mehr für das Team Arkéa-Samsic. Nairo Quintana bestritt den Vorwurf und legte beim Internationalen Sportgerichtshof ein Rechtsmittel ein, der jedoch die Disqualifikation bestätigte. Mit Anfang November wurde bekanntgegeben, dass Nairo Quintana das Team Arkéa-Samsic verlassen würde. Sein letztes Rennen der Saison absolvierte er für die kolumbianische Nationalmannschaft bei den Straßenradsport-Weltmeisterschaften in Wollongong.

### Rückkehr zum Movistar Team

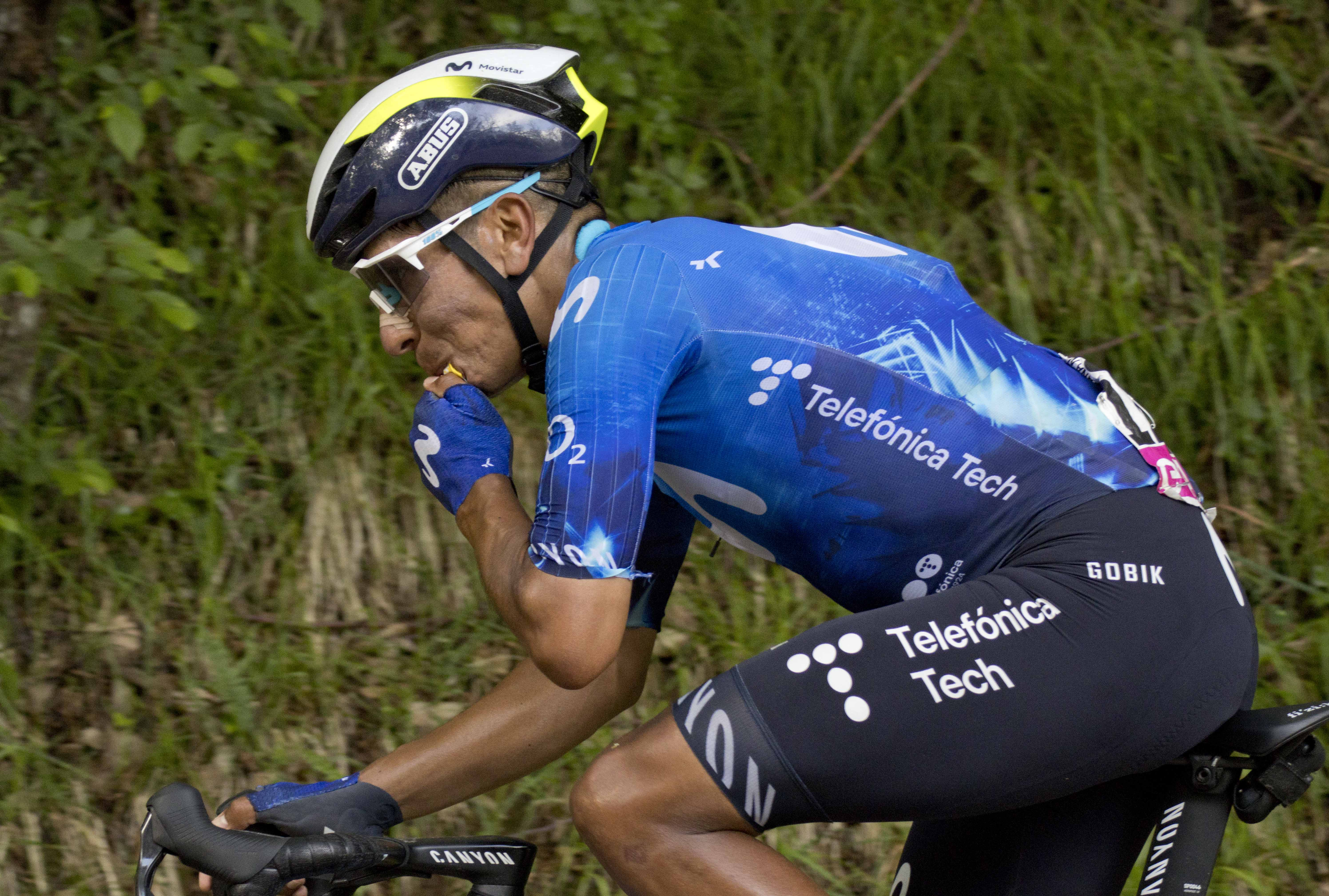
Quintana beim Giro d’Italia 2024

Im Jahr 2023 wurde Nairo Quintana dritter der kolumbianischen Meisterschaften im Straßenrennen und bestritt damit sein einziges Rennen der Saison. Am 28. Oktober 2023 wurde bekannt, dass Quintana in der Saison 2024 zum Movistar Team zurückkehren würde. Er bestritt den Giro d’Italia 2024, konnte als 19. im Gesamtklassement jedoch keine Top-Platzierung erzielen. Auf der Königsetappe (15. Etappe), die von Manerba del Garda nach Livigno führte, wurde er als letzter Fahrer der Ausreißergruppe vom gesamtführenden Tadej Pogačar eingeholt und belegte den zweiten Platz. Bei der Tour de Suisse zog sich Quintana einen Mittelhand-Fraktur zu, ehe er am Ende der Saison in den Diensten von Enric Mas den 31. Gesamtrang bei der Vuelta a España belegte.

## Auszeichnungen
- 2013 sowie 2014 wurde Quintana Kolumbiens Sportler des Jahres.[28]
- Im November 2015 wurde er vom spanischen König Felipe VI. mit dem Trofeo Comunidad Iberoamericana geehrt, einer Auszeichnung für lateinamerikanische Sportler, die „sich im Laufe des Jahres durch ihre internationale sportlichen Aktivitäten“ hervorgetan haben.[29]
- 2016 belegte Quintana bei der Auszeichnung mit dem Vélo d’Or Rang drei hinter Peter Sagan und Chris Froome.[30]

## Soziales Engagement
Quintana unterstützt in seiner Heimatregion Boyacá eine Kampagne zur Förderung der Gleichberechtigung der Frauen und tritt als UNICEF-Botschafter auf.

## Trivia
2021 trat Nairo Quintana, der – zumindest in professionellen Radsportkreisen – nicht für seine Extrovertiertheit bekannt ist, in der kolumbianischen Ausgabe von The Masked Singer als Chamäleon mit dem Lied The Rhythm of the Night der Gruppe Corona auf. Er wurde von der prominenten Jury nicht erkannt.

## Erfolge

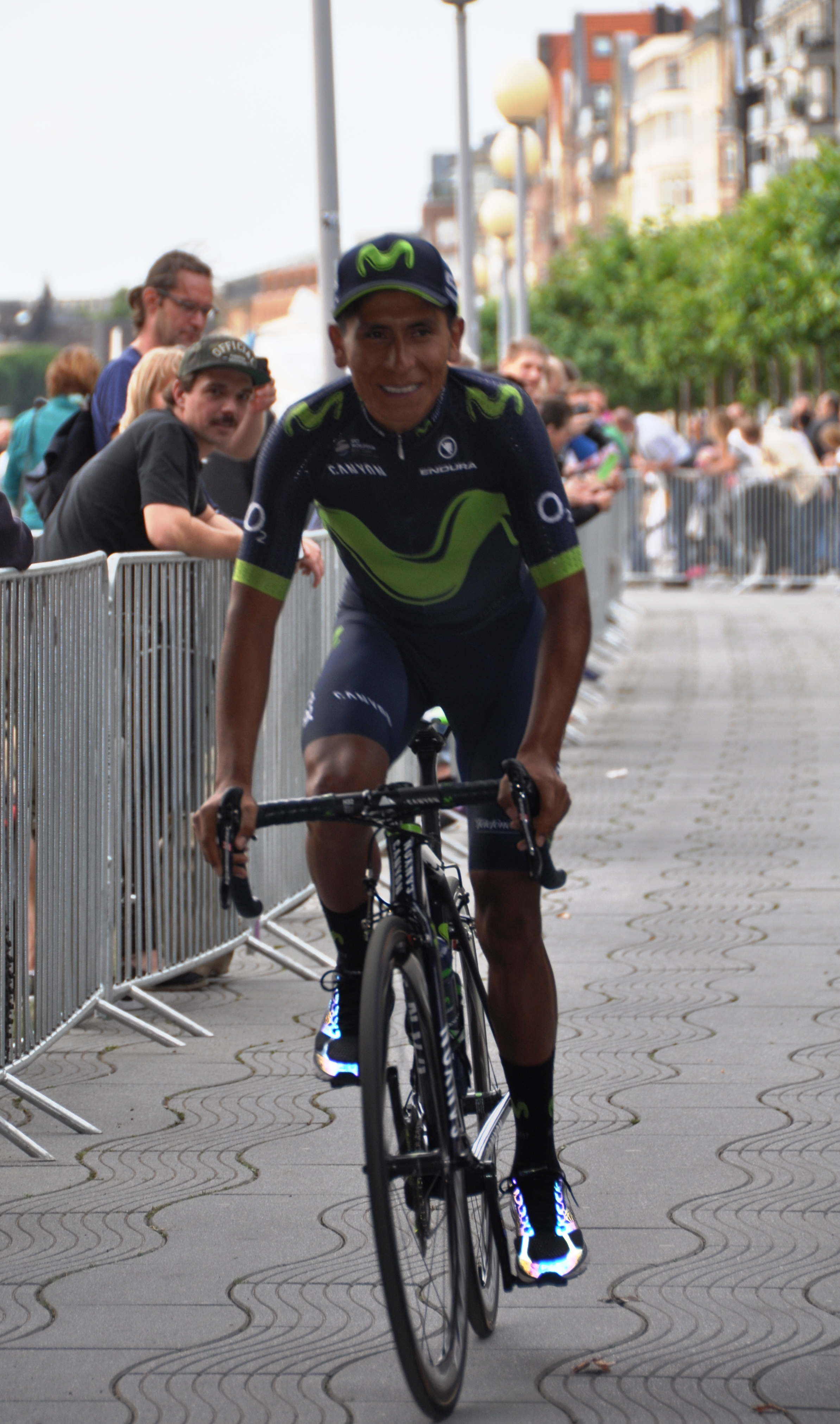
Quintana beim Grand Départ der Tour 2017 in Düsseldorf

2009
- Kolumbianischer Meister – Einzelzeitfahren (U23)

2010
- Gesamtwertung und zwei Etappen Tour de l’Avenir

2011
- Bergwertung Volta Ciclista a Catalunya

2012

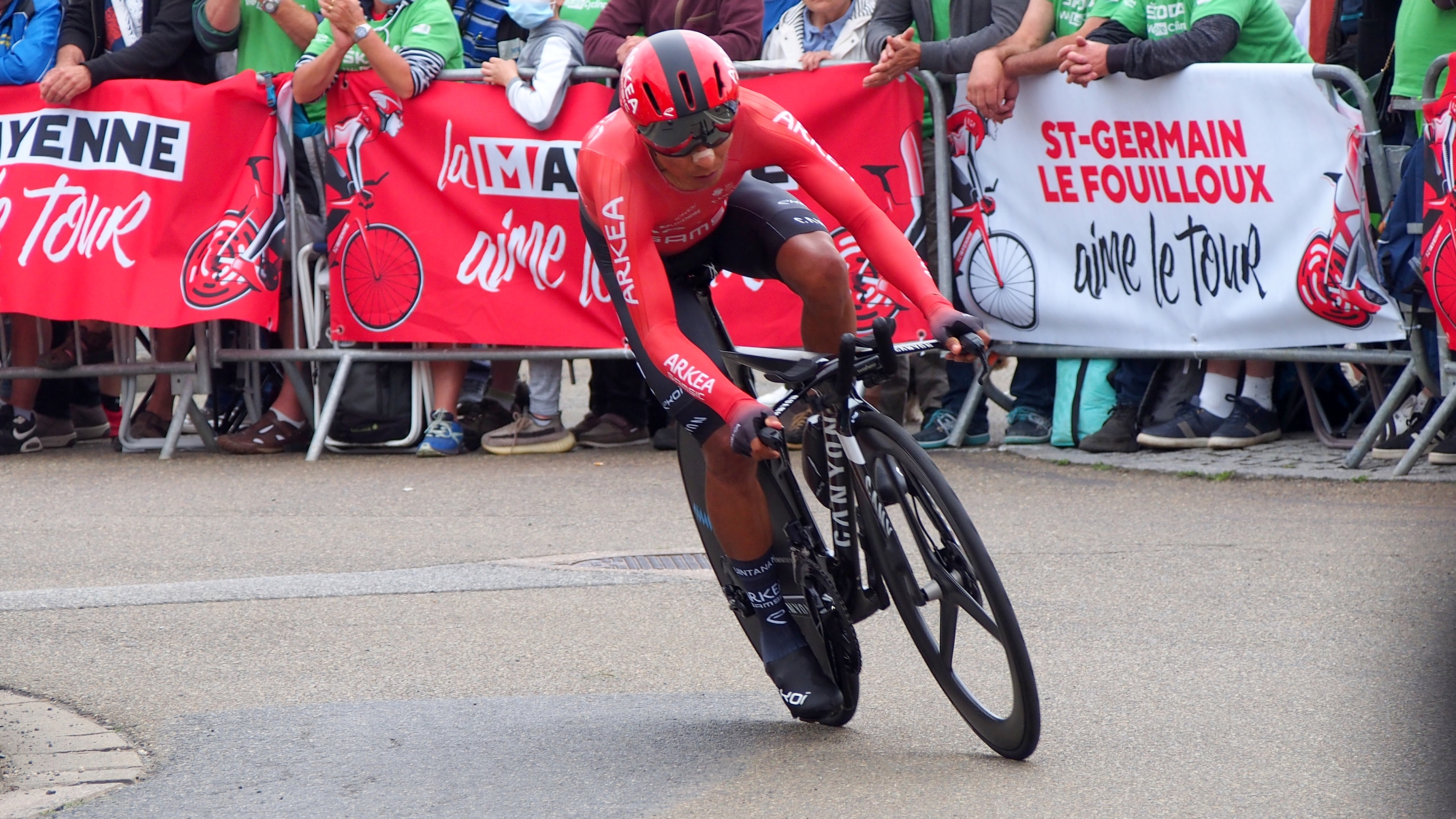
Nairo Quintana beim Zeitfahren auf der 5. Etappe der Tour de France 2021

- Gesamtwertung und eine Etappe Vuelta a Murcia
- eine Etappe Critérium du Dauphiné
- Gesamtwertung und eine Etappe Route du Sud
- Mannschaftszeitfahren Vuelta a España
- Giro dell’Emilia
- Nachwuchswertung Vuelta a la Comunidad de Madrid

2013

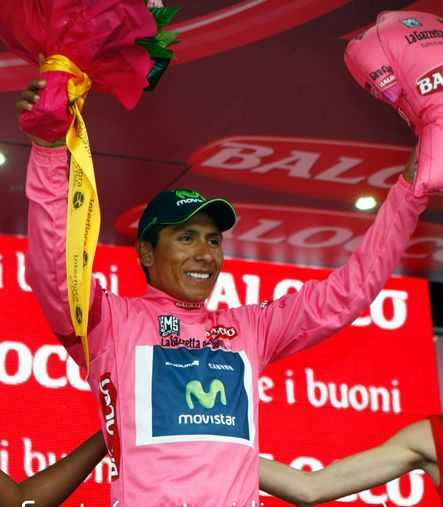
Nairo Quintana beim Giro d’Italia, 2014

- eine Etappe Volta Ciclista a Catalunya
- Gesamtwertung eine Etappe und Punktewertung Baskenland-Rundfahrt
- eine Etappe, Bergwertung und Nachwuchswertung Tour de France
- Gesamtwertung und eine Etappe Burgos-Rundfahrt

2014
- Gesamtwertung, eine Etappe und Bergwertung Tour de San Luis
- Gesamtwertung, zwei Etappen und Nachwuchswertung Giro d’Italia
- Gesamtwertung, eine Etappe und Bergwertung Burgos-Rundfahrt
- Mannschaftszeitfahren Vuelta a España

2015
- Gesamtwertung, eine Etappe und Nachwuchswertung Tirreno–Adriatico
- Nachwuchswertung Tour de France

2016
- Nairo Quintana beim Zeitfahren auf der 5. Etappe der Tour de France 2021Gesamtwertung Katalonien-Rundfahrt
- Gesamtwertung und eine Etappe Tour de Romandie
- Gesamtwertung und eine Etappe Route du Sud
- Gesamtwertung, eine Etappe und Kombinationswertung Vuelta a España

2017
- Gesamtwertung und eine Etappe Valencia-Rundfahrt
- Gesamtwertung und eine Etappe Tirreno–Adriatico
- eine Etappe Vuelta a Asturias
- eine Etappe Giro d’Italia

2018
- eine Etappe Tour de Suisse
- eine Etappe Tour de France

2019
- eine Etappe Tour Colombia
- eine Etappe Tour de France
- eine Etappe Vuelta a España

2020
- Gesamtwertung und eine Etappe Tour de La Provence
- Gesamtwertung, eine Etappe und Punktewertung Tour du Haut-Var
- eine Etappe Paris–Nizza

2021
- Gesamtwertung, eine Etappe und Punktewertung Vuelta a Asturias

2022
- Gesamtwertung, eine Etappe und Bergwertung Tour de La Provence
- Gesamtwertung, eine Etappe, Punktewertung und Bergwertung Tour des Alpes-Maritimes et du Var

## Grand-Tour-Platzierungen
| Grand Tour            | 2012 | 2013 | 2014 | 2015 | 2016 | 2017 | 2018 | 2019 | 2020 | 2021 | 2022 | 2023 | 2024 | 2025 |
| --------------------- | ---- | ---- | ---- | ---- | ---- | ---- | ---- | ---- | ---- | ---- | ---- | ---- | ---- | ---- |
| Giro d’ItaliaGiro     | –    | –    | 1    | –    | –    | 2    | –    | –    | –    | –    | –    | –    | 19   | 25   |
| Tour de FranceTour    | –    | 2    | –    | 2    | 3    | 12   | 10   | 8    | 17   | 28   | DSQ  | –    | –    |      |
| Vuelta a EspañaVuelta | 36   | –    | DNF  | 4    | 1    | –    | 8    | 4    | –    | –    | –    | –    | 31   |      |